# Oryginałek urugwajski
Oryginałek urugwajski (Wilfredomys oenax) – gatunek ssaka z podrodziny bawełniaków (Sigmodontinae) w obrębie rodziny chomikowatych (Cricetidae), występujący w Ameryce Południowej.

## Systematyka
Gatunek po raz pierwszy zgodnie z zasadami nazewnictwa binominalnego opisał w 1928 roku brytyjski zoolog Oldfield Thomas nadając mu nazwę Thomasomys oenax. Miejsce typowe to São Lourenço do Sul w stanie Rio Grande do Sul w Brazylii. W 1960 roku Fernando Dias de Ávila-Pires przeniósł gatunek do nowego, monotypowego rodzaju Wilfredomys (oryginałek). 
Rodzaj ten należy do dużej podrodziny bawełniaków, ale jego pokrewieństwo z innymi bawełniakami nie jest dostatecznie zbadane; był traktowany jako podrodzaj w rodzaju andowiak (Thomasomys). Zwierzęta opisane jako Wilfredomys oenax mogą w rzeczywistości reprezentować kompleks pokrewnych gatunków; podkreślono subtelne różnice między populacjami Brazylii i Urugwaju. Autorzy Illustrated Checklist of the Mammals of the World uznają ten takson za gatunek monotypowy.
W wydanej w 2015 roku przez Muzeum i Instytut Zoologii Polskiej Akademii Nauk publikacji „Polskie nazewnictwo ssaków świata” rodzajowi nadano nazwę oryginałek, a gatunkowi – oryginałek urugwajski.

### Etymologia
- Wilfredomys: Wilfred Hudson Osgood (1875–1947), amerykański teriolog; gr. μυς mus, μυος muos „mysz”[9].
- oenax: gr. οινος oinos „wino” (tj. w kolorze wina)[9].

## Występowanie
Oryginałek urugwajski znany jest tylko z kilku rozproszonych stanowisk w południowo-wschodniej Brazylii (od São Paulo po Rio Grande do Sul) oraz w północnym Urugwaju. W Brazylii jest znany z niewielu osobników, od końca lat 1970. badacze zdobyli tylko dwa okazy w stanie Rio Grande do Sul. W Urugwaju gatunek najczęściej jest spotykany w nizinnych, subtropikalnych lasach galeriowych i lesistych kanionach, z gęstą szatą roślinną. Znane okazy zostały schwytane nocą na drzewach.

## Wygląd
Jest to niewielki gryzoń o długim ogonie. Długość ciała (bez ogona) 119–130 mm, długość ogona 161–211 mm, długość ucha 22 mm, długość tylnej stopy 30,5–35 mm; masa ciała 42–62 g. W jego wyglądzie wyróżniają się uszy pokryte krótkimi, ochrowymi włosami po obu stronach oraz ochrowo–rude okolice nosa. Grzbiet i wierzch głowy jest pomarańczowobrązowy; włosy mają szarą nasadę. Zad bywa ochrowo–pomarańczowy, ze względu na większą liczbę włosów o pomarańczowych końcach. Na spodzie ciała nie ma ciemnych włosów, przez co jest jaśniejszy niż wierzch, ale nie ma wyraźnego rozgraniczenia. Włosy o białawych nasadach występują tylko w okolicy gardła i pachwin. Dłonie i stopy pokrywają krótkie włosy, białe i ochrowe; na stopach od spodu znajduje się sześć poduszek. Ogon jest brązowy, bledszy od spodu, pokryty krótkimi ochrowymi włosami i zakończony małym pędzelkiem. Wibrysy są ciemne i długie.

## Populacja i zagrożenia
Oryginałek urugwajski jest słabo poznanym gatunkiem. Nie wiadomo, jak duże są jego liczebność i trend jej zmian. Pomimo dość dużego zasięgu występowania jest rzadki, a obszary leśne, które zamieszkuje, zmniejszają się i podlegają fragmentacji. Zagrożenie dla tego gatunku stanowi zatem utrata siedlisk ze względu na wylesianie; pierwotne lasy są zastępowane przez monokultury obcych gatunków (akacji, eukaliptusów i sosen), co uniemożliwia zwierzętom powrót na dawniej zamieszkane tereny. Międzynarodowa Unia Ochrony Przyrody uznaje go obecnie za gatunek zagrożony.